# Lluís Carrillo
Lluís Carrillo (Monistrol de Montserrat, Barcelona, 22 de febrero de 1971) es un entrenador de fútbol español. Actualmente trabaja como ojeador del UE Llagostera. 

## Trayectoria como entrenador
Carrillo llegó a la Unió Esportiva Llagostera en 2008 para desempeñar las funciones de director del fútbol base del conjunto gerundense. 
En verano de 2011 dio el salto a los banquillos como segundo entrenador de Oriol Alsina, máximo responsable de primer equipo catalán. Sin embargo, al año siguiente pasó a ser el primer entrenador, intercambiándose los papeles con Alsina, debido a que este último no disponía de la titulación necesaria para ejercer como entrenador.
El 4 de febrero de 2013, Carrillo fue confirmado como primer entrenador, mientras que Alsina pasaba a ser el secretario técnico del club. En junio de 2014, después de lograr un histórico ascenso a Segunda A, tanto Carrillo como Alsina anunciaron su marcha de la entidad para dedicarse completamente al Girona FC (compatibilizaban diferentes funciones con los dos clubes), aunque finalmente terminaron echándose atrás por diferencias con la directiva y regresaron al Llagostera: Alsina, como director deportivo; y Carrillo, como ojeador.
El 22 de octubre de 2014, el club confirma que Carrillo y Alsina serán el nuevo dúo de entrenadores del primer equipo, sustituyendo a Santi Castillejo. Aunque al principio no lograron cambiar los resultados del Llagostera, que seguía ocupando puestos de descenso; el conjunto catalán reaccionó al inicio de la segunda vuelta y escaló hasta la zona templada de la clasificación. Finalmente, obtuvo la salvación con solvencia, e incluso llegó a aspirar a situarse en puestos de promoción de ascenso. No obstante, ese éxito no le sirvió para continuar en el banquillo.

### Clubes
| Club          | Categoría | País   | Año       | P  | PG | PE | PP | % v.  |
| ------------- | --------- | ------ | --------- | -- | -- | -- | -- | ----- |
| UE Llagostera | Segunda B | España | 2013-2014 | 38 | 19 | 12 | 7  | 50    |
| UE Llagostera | Segunda A | España | 2014-2015 | 33 | 13 | 10 | 10 | 39.39 |